# (17396) 1981 EK45
A (17396) 1981 EK45 a Naprendszer kisbolygóövében található aszteroida. Schelte J. Bus fedezte fel 1981. március 1-jén.